# Нейва (станция)
Не́йва — станция Свердловской железной дороги на ветке Нижний Тагил — Екатеринбург в посёлке Нейва Кировградского муниципального округа Свердловской области. Входит в Нижнетагильский центр организации работы железнодорожных станций ДЦС-4 Свердловской дирекции управления движением. По объёму работы станция отнесена к 5 классу.
От Нейвы есть ответвление на тупиковую станцию Верхнетагильскую.
Пассажирское сообщение по станции представлено пригородными электропоездами, курсирующими на участке Екатеринбург-Пассажирский — Нижний Тагил, за исключением поездов «Ласточка»/«Финист». В отдельное время курсируют маршруты до станций Керамик и Каменск-Уральский. На станции две пассажирские платформы: боковая (со стороны посёлка) — на нижнетагильском направлении, островная — на екатеринбургском.
Вокзала и билетных касс в Нейве нет. Ранее действовал каменный вокзал, открытый в 1958 году.